# Silvestrig
Silvestrig (ou Sylvestik, Le petit Sylvestre) est une chanson bretonne qui est très célèbre depuis sa parution dans le Barzaz Breiz de La Villemarqué. Chanson de soldat pour une fois évoquée par ses parents, elle raconte l'histoire d'un père qui pleure son fils Sylvestre, enrôlé dans l'armée mais l'absence se dénoue par son retour au bercail. Dans le texte présenté dans le Barzaz Breiz du point de vue de la mère, l'angoisse du vide après le départ du fils n'est pas calmée car il périt en mer.

## Historique
En 1838, dans la cinquième réédition de l’ouvrage d'Augustin Thierry, Histoire de la conquête de l’Angleterre, est ajoutée comme pièce justificative, pour compléter d’autres ballades populaires en français et en anglais également citées, un « Chant composé en Basse-Bretagne sur le départ d’un jeune Breton auxiliaire des Normands, et sur son naufrage au retour » : il s’agit d’une complainte transmise par le jeune La Villemarqué, dont il annonce la prochaine parution du Barzaz-Breiz. La conquête de l'Angleterre remontant au XIe siècle, la rédaction primitive de ce chant pourrait ainsi dater de cette époque. Distro eus a Vro-Saoz (Le Retour d'Angleterre) est ainsi la base d'inspiration thématique et musicale de Silvestrig,. 
L’analyse critique d’Henri d’Arbois de Jubainville a montré sans difficulté, trente ans après la parution du premier Barzaz-Breiz, le lien entre cette pièce et la chanson plus connue sous le nom de Silvestrig, se rapportant vraisemblablement au contexte du XVIIIe siècle.
Stéphane Perréon fait également allusion aux formes de recrutement des troupes fin XVIIe-XVIIIe siècles.
La chanson est bien attestée dans la tradition orale bretonne : François-Marie Luzel, publie en 1868 une version recueillie en la commune de  Duault, Bourgaut-Ducoudray la collecte vers 1880 et elle sera adaptée par Coppée.
La musique est transposée dans Musiques bretonnes de Maurice Duhamel selon la version chantée par Maryvonne Bouillonnec de Tréguier (pp. 41-43).
Yann-Fañch Kemener note en 1996 dans Carnets de route la version Jelvestr ar Moal (Sylvestre Le Moal) page 263.

## Contenu
Dans la paroisse de Saint-Servais, un jeune capitaine lève une armée pour servir le roi. Le jeune Silvestrig s'engage. Son père essaie de le récupérer, mais n'arrive pas à convaincre le capitaine de le laisser partir, même contre de l'argent. Il demande aux oiseaux et aux pierres du chemin des nouvelles de son fils. Il envoie un petit oiseau prendre de ses nouvelles. L'oiseau rejoint le fils, qui lui confie une lettre où il annonce son retour dans deux ans. Alors que le père était malheureux sur le seuil de sa porte, Silvestrig est là et lui dit : « Cessez de pleurer, mon père, Voyez votre fils Silvestrig qui est de retour ! ».
Selon la chanson An distro euz a Vro Zaoz (chantée par Tri Yann), il meurt dans la traversée de retour avec tout l'équipage. Son vaisseau, longtemps égaré sur les mers, se jette sur les côtes de Bretagne où sa mère recueille ses restes. L'air, très sobre sur le mode mineur, exprime en une plainte à la fois douloureuse, amère et résignée.

## Contexte
Le chant est issu d'un événement historique datant du XIe siècle : la conquête de l'Angleterre par les Normands, après que Guillaume le Conquérant fit publier son ban de guerre en 1066. Le comte Eon Ier de Penthièvre lui vient en aide en envoyant ses deux fils et un corps de chevaliers bretons ; parmi ceux-ci se trouvait l’homme dont la chanson évoque le souvenir.
Les Bretons prirent une part active à la conquête de l'Angleterre : la grand-mère de Guillaume le Conquérant était bretonne, son tuteur aussi et il maria sa fille à un Breton. Plusieurs chefs bretons se fixèrent dans les domaines conquis, y établissant de véritables colonies; d'autres revinrent en Bretagne, mais beaucoup plus tard. Parmi eux le chevalier breton Sylvestik. 

## Interprétations
- panzéra charles disque gramophone P 779 , matrice bfr 465 - 1 , 4 - 32820 c
- Éliane Pronost l'enregistre sur son disque chez Mouez Breiz.
- Tri Yann enregistre Silvestrig sous le titre An Distro euz a Vro-Zaoz en 1978 sur l'album Urba.
- Alan Stivell l'interprète accompagné de sa harpe celtique sur son premier album Reflets.
- Silvestrig est interprété par le groupe Glaz de deux manières différentes : une plus légère où guitare et claviers sont un peu « en suspension » et l’autre plus rythmée sous forme de gigue avec uilleann pipes et guitare électrique[8].
- Yann-Fañch Kemener chante Silvestrig accompagné par Didier Squiban au piano sur leur album Kimiad en 1998.
- Elle est enregistrée en 2001 par l’association Dastum Bro Leon auprès des sœurs jumelles Françoise Balcon et d’Anne-Marie Kervella dans la région de Plouguerneau et publiée en 2005 sur le CD Pays Pagan/Bro Bagan. Un allig c’hoazh, Chants et dañs round[9].
- Gilles Le Bigot joue la mélodie à la guitare sur son album Empreintes # 2.
- Site Chants populaires français, page 100 -  n°1986, www.rassat.com/sons_100/Silvestrik.mp3
- Annie Ebrel, Marthe Vassallo et Nolùen Le Buhé sur l'album Teir.